# Medal of Honor: Airborne
Medal of Honor: Airborne este un joc FPS din seria de succes Medal of Honor. Jocul își situează acțiunea în perioada 1943-1945, în plin Război Mondial. Medal of Honor Airborne își începe acțiunea în orășelul sicilian Adanti, odată cu Operațiunea Husky. Apoi,jocul continuă cu invazia Italiei, invazia Normandiei, sabotarea detonarii podului din Nijmegen, atacul asupra unui complex de fabrici din Germania și distrugerea monstruosului Flaktürm din Berlin.